# Christian Friis til Borreby
Christian Friis til Borreby (født 21. december 1556, død 29. juli 1616) var en dansk adelsmand og kongens kansler.

## Opvækst og ungdom
Christian Friis blev født på Ørlunde (nu Ørbæklunde) på Fyn og tilhørte den Friis-stamme, der førte tre sorte egern i sit våben. Hans fader, Henrik Friis, var en broder til kansler Johan Friis, og hans moder var Margrethe Bild af Ravnholt. Efter at have haft lærer i hjemmet kom Friis i Roskilde Skole, men endnu ikke 10 år gammel sendtes han, nærmest efter foranledning af sin ovennævnte farbroder, med en udenlandsk hovmester til Rostock, hvor han blev sat i huset hos professor Lucas Bacmeister. Her var han i fem år, indtil hans faders død i 1571 foranledigede hans hjemkaldelse. Men snart blev han atter sendt ud til forskellige tyske universiteter, "hvor han lagde en god grund både i det latinske sprog så og i den rette, rene religion". Efter at han, ledsaget af forskellige udenlandske hovmestre, havde besøgt de højere uddannelsesinstitutioner i Leipzig, Jena, Tübingen og Basel, gik han 1577 over Geneve til Frankrig, hvor han tilbragte to år i Paris, Orléans og andre steder, særlig i den hensigt at lære "det franske sprog og andre adelige øvelser". Derfra gik rejsen til Italien. I marts 1579 lod han sig immatrikulere ved universitetet i Padova; siden besøgte han de mærkeligste byer i Italien og besøgte Malta. Ved disse rejser opnåede han ikke blot megen sproglig færdighed, men erhvervede også, især nu, da han var i modnere alder, og da han var "et skarpsindigt hoved", en ikke ringe politisk indsigt.
Over Venedig og Köln vendte Friis endelig 1581 tilbage til hjemmet, som han ikke havde set i så mange år. Han var nu 24 år gammel, og snart åbnede der sig ærefulde ansættelser for ham. Hertil bidrog vistnok ikke blot den omstændighed, at han i dannelse og begavelse overgik de fleste af sine standsfæller, men også det ikke mindre væsentlige fortrin, at han hørte til en af landets mest ansete adelsslægter og allerede var ejer af det betydelige jordegods, der var tilfaldet ham efter hans fader og farbroder, navnlig hovedgården Borreby ved Skælskør, hvortil senere kom Hagestedgaard ved Holbæk.
Efter i henved to år at have tjent først i det kongelige renteri og siden i kancelliet blev Friis 1583 forlenet med Trondheims Len samt Jämtland og Härjedalen. To år efter fik han nyt lensbrev på samme overordentlig vidtstrakte embedskreds, og kort efter ægtede han Mette Hardenberg, datter af Knud Hardenberg til Skjoldemose på Fyn. Kongen gjorde deres bryllup 10. maj 1585 på Københavns Slot. Rimeligvis har Friis opholdt sig vinteren 1584–1585 i Danmark, da han med sine to brødre Niels Friis til Hesselager og Frederik Friis til Hagested juleaften 1584 i København udstedte fundatsen for det af hans farbroder, kansler Johan Friis, stiftede legat for trængende studenter.
Blandt de embedshverv, som sysselsatte Friis under hans virksomhed i Norge, kan nævnes, at det 1586 pålagdes ham at drage til Vardøhus for i forbindelse med nogle andre dertil beskikkede mænd at se at få nogle grænsestridigheder mellem Norge og Rusland bilagt og siden at drage ned til København for at give kongen underretning om, hvorledes sagerne stod. Samme år blev hans embedskreds udvidet, i det nogle mindre nordenfjeldske len blev henlagt under Trondheims Len. For øvrigt viste han allerede her den store iver for kirkevæsenets fremme, navnlig under form af en kraftig og myndig optræden over for misligheder i præsternes liv og lære, som også senere udmærkede ham; og skal man dømme efter hans egne ytringer, der for øvrigt også ad anden vej kan stadfæstes, så må der have været nok at tage fat i, da man, i mangel af bedre, i hine afsides egne havde måttet tage til takke med mange mådelige personer.
En indberetning, som Friis indsendte til regeringen, havde til følge, at det blev overdraget ham i forening med biskoppen og et par andre gejstlige mænd at drage om i stiftet og ordne de kirkelige forhold, en visitats, hvis resultat foreligger i den såkaldte "Throndhjemske Reformats" af 1589, hvorved der navnlig blev sørget for en rigeligere præstelig betjening af de ofte overordentlig vidtstrakte pastorater. I de mindeord, der mange år efter udtaltes ved Friis' grav, siges, "at han i 6 Aar forestod Throndhjems Len som en flittig og forstandig Lensmand og dirigerede meget udi god Orden, som hans Efterkommere af de Breve, som findes stillede og stilede i hans Tid, vel vide med Berømmelse hannem at eftersige". Dette kan måske i flere forhold være så, men i adskillige søgte "efterkommerne" netop at forandre, hvad Friis med den ham egne myndighed og strenghed havde gennemført.
1589 ombyttede Friis efter regeringsrådets bestemmelse Trondheims Len med Antvorskov Slot, "uden Tvivl af den Aarsag, at han som en brugelig Mand kunde være ved Haanden, naar de hannem i Rigens Bestilling behov havde". Skønt han således havde forladt Norge, fik han regeringsrådets befaling om 1592 i forening med statholderen i Norge, Aksel Knudsen Gyldenstjerne, og lensmanden i Trondheim, Ludvig Munk, at begive sig til grænsen mellem Norge og Rusland for om muligt at bringe de stadig verserende grænsestridigheder til ro, en rejse, der dog ikke synes at være blevet iværksat. Også andre søgte at drage nytte af hans kendskab til disse nordlige egne. Man har nemlig et brev fra doktor David Chytræus i Rostock til ham, efter at han var vendt tilbage fra lensmandsposten nordenfjelds, hvori Chytræus skriver, at han med stor længsel ventede historiske og geografiske oplysninger fra ham angående disse egne, da han ville bruge dem i sine historiske værker.
Som lensmand på Antvorskov fik Friis i februar 1595 det hverv at repræsentere den unge kong Christian 4. som fadder ved den svenske prins Gustav Adolfs dåb, og da embedet som kongens kansler, der havde stået ledigt i to år siden Niels Kaas' død i 1594, endelig skulle besættes, faldt valget på Friis, der 9. juni 1596 aflagde kanslereden. Samtidig indtrådte han i rigsrådet og blev medlem af regeringsrådet, indtil Christian 4. ved sin kroning 29. august samme år selv overtog styrelsen. Ved den sidstnævnte højtidelige akt bar Friis spiret. Nogen tid efter afstod han Antvorskov Len, da han som kanslerløn afgiftsfrit havde fået Sankt Knuds Kloster i Odense, der gav en årlig indtægt på 2.300 daler.

## Kongens kansler
Skønt Christian 4. som bekendt nok ville regere selv, fik Friis, hvis karakter for øvrigt synes at have haft en vis lighed med kongens, betydelig indflydelse på afgørelsen af inden- og udenrigske sager, og det var just ikke altid med mild hånd, der blev taget på forhold og personer. Tycho Brahe var en af de første der fik dette at føle. At den ham i Frederik 2.s tid tillagte statsunderstøttelse blev taget fra ham, må vistnok for en ikke ringe del tilskrives Friis. Denne havde tidligere haft lejlighed til at se, hvor vilkårligt Tycho handlede med sine forleninger, og han havde været dommer i en derved foranlediget sag. Om der måske har været personlige sammenstød mellem dem, ved vi ikke. Men det gør dog et pinligt indtryk når vi ser, at Friis, straks da Tycho havde forladt landet, fik kongen til at forlene ham selv med det præbende i Roskilde (Helligtrekongers Kapel), som Tycho hidtil havde haft og håbede at beholde sin livstid.
Når det siges om Friis, at "han havde stor kundskab i statssager", så kan rigtigheden deraf ikke betvivles. Blandt de mange statshverv, som blev ham betroet, kan nævnes: 1597 var han i en sendefærd til markgreven af Brandenburg, 1600 i Emden til forhandling med gesandter fra England angående omstridte handelsforhold. Det spændte forhold til Sverige foranledigede flere grænsemøder, hvori Friis deltog. 1601 var han med kongen i Mecklenburg, 1603 var han afsendt til kong Jakob i England, og i oktober samme år var han med Christian 4. i Hamborg, da kongen modtog hyldningsed af staden. Året efter fulgte han kongen til herredagen i Bergen, hvor Christian 4.s Norske Lov 1604 blev vedtaget. 1606 var han med ham i England og 1608 atter med i Norge ved herredagen i Stavanger. Da den udvalgte prins Christian 1610 blev hyldet, ledede Friis denne akt både i Danmark og i Norge. Kalmarkrigen stillede store krav til hans energiske virksomhed i råd og dåd, da han var formand for regeringen i kongens fraværelse og siden leder af fredsforhandlingerne i Knærød 1612-1613. I 1613 førte han på kongens vegne forsædet ved herredagen i Skien, og samme år fulgte han sin herre til Hamborg, ligesom han 1614 på ny var med ham i England, og efter hjemkomsten gik han som sendemand til Gottorp Slot.
I vinterens hjerte i januar 1616 fulgte han kongen til Bohus og i juli samme år til herredagen i Christiania, men her blev han syg. Det var hans inderlige ønske at komme hjem til Danmark til sin hustru, men dette ønske skulle ikke opfyldes. Han døde 29. juli 1616 om bord skibet Fides i Christianias havn.

## Vurdering af Friis' virke
Ved hans jordefærd i Vor Frue Kirke i København vidnede den for sin veltalenhed berømte hofpræst Mads Jensen Medelfart om ham:
Han var en Mand, som Gud havde begavet med en synderlig Visdom og Forstand, hvilken og af lang Brug og Forfarenhed var forøget. Fremmede Sprog og Tungemaal havde han Lyst til, hvilke han talede gjærne, holdt og dem daglig hos sig, som deri vare forfarne. Han havde og foretaget sig den hellige Skrift at lade læse for sig i de Timer, han kunde have Lejlighed af sit besværlige Kald, og konfererede ofte med dem, som deri vare vel belæste. Han var en Mand, skjænket og givet af Gud
til at tjene sit Fædrenerige og at bruges i verdslige og politiske Bestillinger med saadan Trældom og Arbejde, at man ikke skal finde mange hans Lige. Dog gjøres dermed ingen Engel af
ham, han jo som et andet Adams Barn kunde og have haft sin Bræk.
Han var en nidkær hævder af adelens friheder, "hvorover Kongen undertiden ikke var alt for vel tilfreds". En streng mand var han, og i det, som lå under ham, ville han råde i småt som i stort. For kirke- og skolevæsen havde han ubestridelig en stor interesse, men nærmest således, som man finder den hos en klog statsmand, der indser, at disse ting tjener til det heles vel. Enhver skulle gøre sin pligt, og den lærer eller præst, som i liv eller lære gav forargelse, måtte ikke vente nogen skånsel hos den strenge kansler. Men han var også villig til at belønne og forfremme de gode. Københavns Universitet havde i Friis en tilsynsmand, som ville vide besked om alt og bestemme alt, og han var ikke let at tilfredsstille.
Friis var en rig mand. En fremmed, der 1600 besøgte København, beretter, at hans derværende gård næsten var som en kongebolig. Han var dog også en godgørende mand, og det var ikke ubetydelige summer, som han årlig lod uddele til de fattige, så vel på sine godser, Borreby og Hagested, som i
København. Den gamle digter magister Hans Jørgensen Sadolin havde sit hjem i hans hus, og da Friis ønskede Tycho Brahes gamle og hengivne discipel Christen Sørensen Longomontanus ansat ved
Københavns Universitet på en tid, da der ingen plads var ledig, tilbød han selv at betale hans løn.
I videnskabelig dannelse stod han på sin tids højdepunkt. Han skrev latin med samme sikkerhed som en lærd professor. Særlig fremhæves geografi og astronomi som hans yndlingsvidenskaber. I hans senere år lå det ham alvorlig på hjerte at få det lærde skolevæsen forbedret i Danmark, men han døde før han fik sine planer sat fuldt i værk. I kirkelig henseende repræsenterer han statskirkedømmet og ortodoksien i dens strenge skikkelse, men vistnok har doktor Hans Poulsen Resen i den henseende haft afgørende indflydelse på ham (omtrent fra 1607 af), for tidligere hørte mænd som Jon Jakobsen Venusin, Niels Krag og andre, hvis retning ikke var alt for ortodoks, til kanslerens yndlinge.
Friis' hustru, Mette Hardenberg, overlevede ham knap et år (død 15. juni 1617). Deres ægteskab var barnløst. Hun synes at have lignet sin mand i begavelse og karakterens kraft. Der var endog dem, der ville mene, at det egentlig var fruen, der førte regeringen, og at hun blandede sig mere i de offentlige anliggender, end det almindelig tilstedtes en kvinde. Det er i alt fald bekendt, at Christian 4. satte megen pris på hendes kløgt og indsigt og gerne så hende blandt sine omgivelser.